# Талызин, Фёдор Фёдорович
Фёдор Фёдорович Талызин (1903―1980) ― российский и советский учёный, паразитолог, доктор медицинских наук, профессор, заведующий кафедрой биологии Первого московского медицинского института имени И. М. Сеченова (1952—1973 гг.), Заслуженный деятель науки РСФСР (1965).

## Биография
Фёдор Фёдорович Талызин родился в 1903 году.
В 1927 году завершил обучение на медицинском факультете Иркутского государственного университета. Приступил к медицинской практике, а в 1931 году и до 1941 года стал возглавлять лабораторию по ядовитым животным Всесоюзного института экспериментальной медицины.
С 1945 по 1952 годы трудился Институте микробиологии и эпидемиологии им. Н. Ф. Гамалеи.
В 1947 году успешно защитил диссертацию на соискание степени доктора медицинских наук, на тему: «О действии паразитических червей на функцию пищеварительного тракта». С 1952 по 1973 годы работал в должности заведующего кафедрой биологии Первого московского медицинского института имени И. М. Сеченова, а с 1974 года продолжил работу здесь в качестве консультанта.
Является автором более 150 научных работ. Участник многих экспедиций на территории Советского Союза, Индии, Цейлона, Мексики и Афганистана. Он открыл и глубоко изучил паразита человека — лентец узкий (Diphyllo-bothrium strictum Talysin). Также анализировал и работал с токсическими свойствами яда змей (кобры, гюрзы, эфы, щитомордника), некоторых видов жаб, клещей; основоположник метода приготовления сыворотки «антигюрза».
Активный участник медицинского сообщества. Являлся членом Советского комитета защиты мира, заместителем председателя Общества советско-афганской дружбы, ответственным редактором редакционного отдела «Биология» третьего издания Большой медицинской энциклопедии.

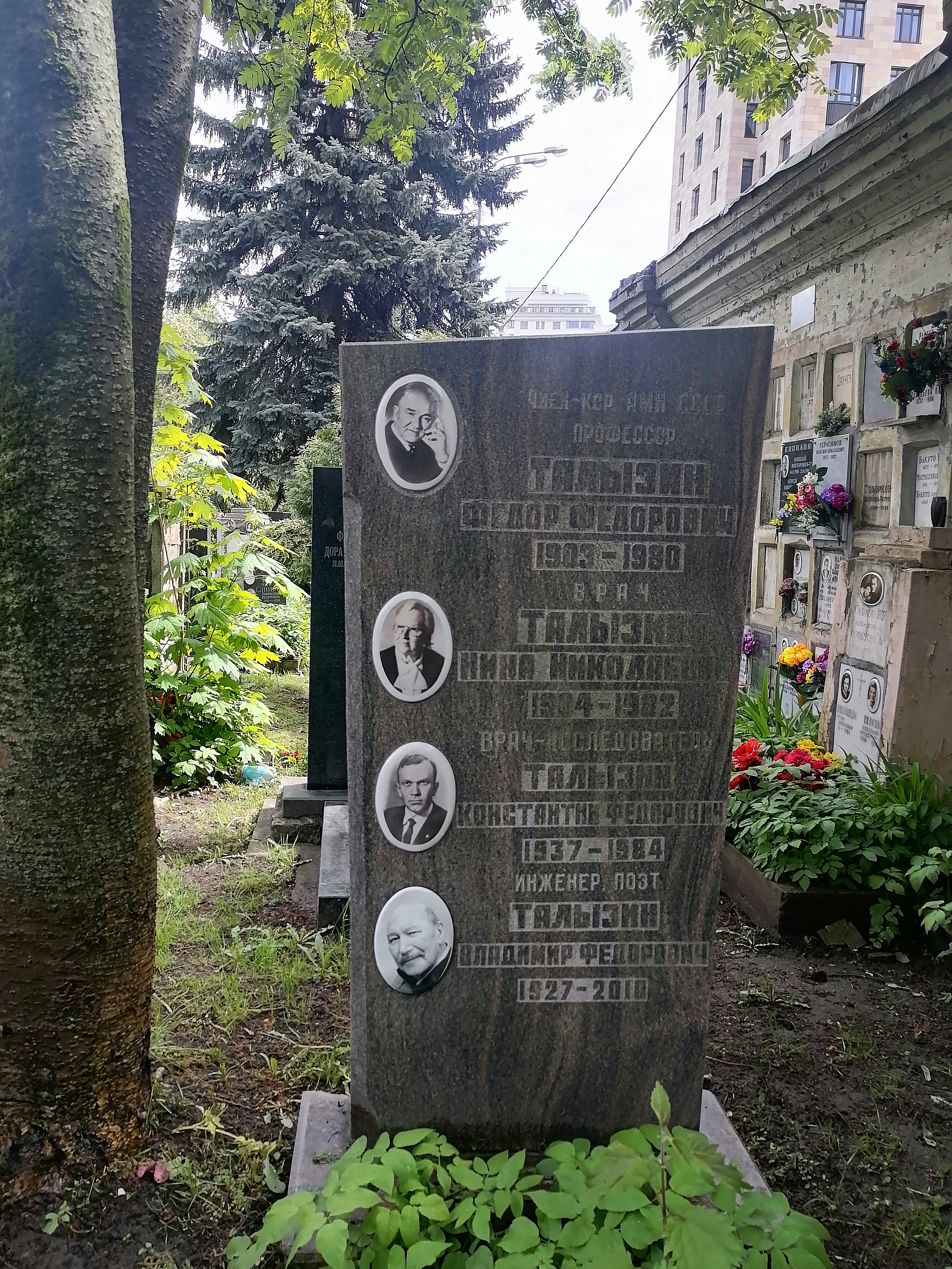
Могила на Донском кладбище

Умер в 1980 году в Москве. Похоронен на Донском кладбище.

## Награды
Награждён государственными наградами:
- Орден Ленина
- Орден Октябрьской Революции
- Орден Трудового Красного Знамени
- другими медалями

Отмечен званием:
- Заслуженный деятель науки РСФСР (1965)

## Научная деятельность
Труды, монографии:
- Талызин Ф. Ф. Dibothriocephalus strictus n. sp. Menschenparasit des Baikalgestades, Z. Parasitenk., Bd 4, S. 722, 1932;
- Талызин Ф. Ф. Действие паразитических червей на функции пищеварительного тракта, Москва, 1949;
- Талызин Ф. Ф. По Ирану и Ираку, Москва, 1954;
- Талызин Ф. Ф. Лечебные свойства жидкой и высушенной концентрированной сыворотки «антигюрза», в кн.: Вопр. краев., общ. и эксперим. паразитол. и мед. зоол., т. 9, под ред. Г. В. Выгодчикова и др., Москва, 1955, С. 223;
- Талызин Ф. Ф. Обезвреживающее действие ингибиторов радикально-цепных процессов (пропилгаллат) на’яд гюрзы (Vipera lebetina), Доклад Академии наук СССР, т. 135, № 4, с. 1002, 1960;
- Талызин Ф. Ф., Михайлов Е. По городам США, Москва, 1962;
- Талызин Ф. Ф. Сравнительная характеристика обезвреживающего действия пропилгаллата на яды змей семейства Viperidae, Доклад Академии наук СССР, т. 146, № 4, 1962, с. 975;
- Талызин Ф. Ф. Ядовитые животные суши и моря, Москва, 1970;
- Талызин Ф. Ф. Секреты природы, Москва, 1973;